# Łeba Stara
Łeba Stara – dawne miasto położone w obrębie współczesnego miasta Łeba, uzyskała lokację miejską w 1357 roku, zdegradowana w 1558 roku. 
Rozwój miasta utrudniały wędrujące wydmy, które po każdym sztormie zasypywały jego nowe części. Okres od XIV do XVI wieku to stała walka z piaskiem, rzeką i morzem. W latach 1550–1570 podjęto decyzję o przeniesieniu miasta 2 km na południowy wschód, na wschodni brzeg rzeki. Ostateczny kres miastu, podówczas liczącemu około 10000 mieszkańców, położył w 1570 potężny sztorm. 
W czasach powojennych nadal widoczne były spod wydm pozostałości wieży kościoła w Starej Łebie. 